# 托马斯·吉布森 (赛艇运动员)
托马斯·吉布森（英語：Thomas Gibson，1982年5月6日—），澳大利亚男子赛艇运动员。他曾代表澳大利亚参加世界赛艇锦标赛，获得一枚金牌和一枚铜牌。他也曾参加2008年和2012年夏季奥林匹克运动会。